# Hartmannseinzel
Hartmannseinzel ist ein Gemeindeteil der Marktes Stammbach im Landkreis Hof (Oberfranken, Bayern). Hartmannseinzel liegt in der Gemarkung Förstenreuth.

## Geografie
An der Einöde fließt der Kropfbach, der rechte Oberlauf des Stammbachs, vorbei. Unmittelbar nördlich befindet sich die Kropfmühle. Eine Gemeindeverbindungsstraße führt nach Förstenreuth zur Kreisstraße HO 35 (0,7 km östlich) bzw. nach Weickenreuth (1,2 km westlich).

## Geschichte
Gegen Ende des 18. Jahrhunderts bestand Hartmannseinzel aus zwei Anwesen (1 Söldengut, 1 Tropfhaus). Die Hochgerichtsbarkeit stand dem bayreuthischen Vogteiamt Stammbach zu. Das bayreuthische Stiftskastenamt Himmelkron war Grundherr beider Anwesen.
Von 1797 bis 1810 unterstand Hartmannseinzel dem Justiz- und Kammeramt Gefrees. Infolge des Ersten Gemeindeedikts wurde Hartmannseinzel dem 1812 gebildeten Steuerdistrikt Stammbach und der zugleich entstandenen Ruralgemeinde Stammbach zugewiesen. 1840 erfolgte die Umgemeindung in die neu gebildete Ruralgemeinde Förstenreuth. Im Zuge der Gebietsreform in Bayern wurde Hartmannseinzel am 1. Juli 1972 nach Stammbach eingemeindet.

### Einwohnerentwicklung
| Jahr      | 001857 | 001861 | 001871 | 001885 | 001900 | 001925 | 001950 | 001961 | 001970 | 001987 |
| Einwohner |        | 8      | 4      | 11     | 10     | 6      | 13     | 3      | 4      | 0      |
| Häuser    | 2      |        |        | 1      | 1      | 1      | 2      | 1      |        | 1      |
| Quelle    | [ 6 ]  | [ 9 ]  | [ 10 ] | [ 11 ] | [ 12 ] | [ 13 ] | [ 14 ] | [ 15 ] | [ 16 ] | [ 1 ]  |

## Religion
Hartmannseinzel ist  evangelisch-lutherisch geprägt und nach St. Maria (Stammbach) gepfarrt.